# Microhydrulidae
Famille
Microhydrulidae est une famille de méduses hydrozoaires faisant partie des cnidaires.

## Liste des genres
Selon World Register of Marine Species (26 mars 2016), Armorhydridae comprend les genres suivants :
- genre Microhydrula Valkanov, 1965
- genre Rhaptapagis Bouillon & Deroux, 1967